# Germano Rigotto
Germano Antônio Rigotto (Caxias do Sul, 24 de septiembre del 1949) es un cirujano dentista, abogado y político brasileño afiliado al Movimiento Democrático Brasileño (MDB). Fue el 35º Gobernador del Estado de Río Grande del Sur, cargo que ocupó entre 2003 y 2006.
Además, fue diputado estadual y federal, por 2 y 3 mandatos consecutivos, respectivamente.

## Biografía
Germano Rigotto está casado con Claudia Elisa Eberle Scavino, y tiene dos hijos: Rafael y Roberta. Cursó odontología y derecho en la Universidad Federal de Río Grande del Sur, en Porto Alegre, época en que perteneció a la Dirección de los Centros Académicos Othon Silva y André da Rocha.

## Carrera política
En el año 1976, Germano Rigotto dio inicio a la vida pública, cuando fue elegido concejal de Caxias do Sul. En esas elecciones, fue el concejal más votado del entonces MDB, asumiendo, entre otros cargos, el liderazgo del partido. En 1982 fue elegido diputado estadual con la conquista de una de las votaciones más expresivas de la historia del PMDB. En el Legislativo Estatal, fue miembro de la Mesa Directiva de la Asamblea Legislativa y presidente de las Comisiones más importantes del Parlamento de Río Grande del Sur.
En las elecciones de 1986 fue nuevamente elegido diputado estatal, haciendo la segunda mayor votación en el estado. Durante esa legislatura, Rigotto fue líder de la bancada del PMDB, por dos gestiones consecutivas, líder del Gobierno Pedro Simon, presidente de la Comisión Parlamentaria de Estudios del Sistema financiero y Bancario del Estado, además de haber sido Constituyente Estatal.
En la década de los 90, fue tres veces electo diputado federal, manteniéndose siempre entre los dos parlamentarios más votados de Río Grande del Sur: en 1991, con 94.077 votos; en 1994, con 108.334 votos; y en 1998, con 151.260 votos. En el Congreso Nacional, fue líder del PMDB y líder del Gobierno Fernando Henrique Cardoso. Rigotto también coordinó la bancada gaúcha y el Núcleo Parlamentario de Estudios Tributarios y Contables - trabajo orientado, especialmente, para la creación del SIMPLES (Sistema Integrado de Pago de Impuestos). Presidió las Comisiones más importantes de la Cámara, entre ellas la de Finanzas y de Tributación.
A lo largo de sus tres mandatos como diputado federal, Rigotto fue redactor de importantes leyes, como la Ley Rouanet de incentivo a la cultura y del Programa de Ingreso Mínimo. Su actuación también fue decisiva en la pauta económica y política del país: presidiendo la Comisión de Reforma Tributaria, de la Cámara Federal, recorrió los 26 estados brasileños, promoviendo cientos de reuniones sobre el tema.
Por su destacada actuación en el Congreso Nacional, recibió los más significativos títulos honoríficos ya conferidos a las personas que han contribuido al desarrollo del país: la Orden del Mérito Militar, del Ministerio del Ejército; el Mérito Tamandaré, del Ministerio de la Marina; la Orden de Río Branco, del Ministerio de Relaciones Exteriores; la Orden del Mérito Santos Dumont, del Ministerio de Aeronáutica. También fue siete veces elegido por el Departamento Intersindical de Asesoría Parlamentaria (DIAP) como uno de los parlamentarios más destacados y formadores de opinión del Congreso Nacional. Recibió casi un centenar de condecoraciones concedidas por vehículos de comunicación y entidades con sede en todo Brasil, en reconocimiento a su trabajo en Brasilia.
Germano Rigotto también se destacó como ponente en Brasil y en el exterior, tratando de temas del área económica y política nacional.

### Gobernador de Río Grande del Sur
En noviembre de 2002 Rigotto fue elegido gobernador del estado de Río Grande del Sur, por el PMDB. Venció en los dos turnos de las elecciones, siendo electo con 3.148.788 votos.
En su gestión, en cuatro años, la tasa de mortalidad infantil se volvió la más baja del país y la UNESCO destacó la enseñanza gaúcha como el mejor de todo Brasil.[cita requerida] Su gobierno también fue el pionero del país en implantar el Pago electrónico, la Certificación Digital y el ICMS Electrónico.
En 2006 fue precandidato del PMDB a la Presidencia de la República. No consiguió la nominación de su partido y acabó postulando a la reelección siendo derrotado aún en la primera vuelta. En 2010 intentó volver a ocupar un cargo electivo pero fue derrotado en la disputa por vacante en el Senado Federal. Algunos adversarios políticos del exgobernador consideran sus políticas al mando del Ejecutivo gaúcho como neoliberales.

## Elecciones de 2018
El MDB confirmó el 4 de agosto de 2018, la candidatura de Germano Rigotto para vicepresidente en la fórmula de Henrique Meirelles en las elecciones 2018.